# Astrid Holm (skuespiller)
 Der er flere personer med dette navn, se Astrid Holm.
Astrid Holm (9. marts 1893 – 29. oktober 1961) var en dansk balletdanser og skuespiller.

## Baggrund
Holm var født som Astrid Wilhelmine Rasmussen i Søndre Bjerge i Sorø Amt.
Hun var gift med balletdanseren Holger Holm.
Astrid Holm blev oprindeligt uddannet ved Den kongelige ballet, men forlod den omkring 1910 for at uddanne sig til skuespiller.

## Skuespiller
Holm var i årene omkring Første Verdenskrig tilknyttet Det Ny Teater.
Hun kom i 1920'erne til Det Kongelige Teater, hvor hun var i fire sæsoner.
I en periode var der langt mellem hendes optrædener, og fra 1927 til 1940 boede hun i udlandet. I 1940'erne vendte hun tilbage og blev tilknyttet Frederiksberg Teater og Allé-Scenen. Derpå fulgte en periode ved Radioteatret.

### Film
På film debuterede Astrid Holm i stumfilmen Søstrene Morelli i 1917 og spillede sin sidste rolle i Mani i 1947.
Hun havde hovedrollen i Det Store Mørke fra 1917 et "moderne Skuespil i 5 Akter" annonceret som "En af Sæsonens bedste danske film".
Det Danske Filminstitut skriver om Astrid Holms filmkarriere:
| „ | Astrid Holm fik i kraft af sit særegne talent en bemærkelsesværdig stumfilmkarriere. I omfang ser det ikke ud af meget - til gengæld medvirkede hun i nogle af tidens mest interessante film, skabt af de største instruktører. Hun fremstillede oftest kvinder, der i en eller anden forstand befandt sig i en form for offer- eller opofrende position, men med en styrke og neddæmpet intensitet i spillet, der aldrig lod karakteren i stikken. | “ |

Tre af Astrid Holms stumfilm er tilgængelige fra stumfilm.dk, herunder Carl Th. Dreyers Du skal ære din Hustru.

## Filmografi

### Stumfilm
- Søstrene Morelli (1917)
- Det Store Mørke (1917)
- Folkets Ven (1918)
- Mod Lyset (1919)
- Lavinen (1920)
- Frøken Larsens Karriere (1920)
- Heksen (1922)
- Den sidste af Slægten (1922)
- Du skal ære din hustru (1925)

### Spillefilm
- Ta' briller på (1942)
- Diskret ophold (1946)
- Jeg elsker en anden (1946)
- Hans store aften (1946)
- Mani (1947)